# 鐵夫
鐵夫現為惡武2KD5團員，曾為多名藝人擔任舞蹈訓練；包括彭于晏、豆花妹、李千那、安娜、萊特姊弟⋯等；旅居日本，擔任日本EXILE放浪兄弟旗下經紀公司LDH之舞蹈老師；製作人韓羅賢發掘後組成男團「 惡武2KD5」。同時為蘋果公司銷售訓練顧問，GUIDANCE Dance Studio創辦人。
・2013年出道，惡武2KD5團員為七人：鐵夫，姬君達，雷猛，修羅，亞龍，千翔，桀希。出道即以嘉裕西服代言人之姿活躍
・2013年末，亞龍因聲帶原因退出團體，而十三加入。
・2014年，桀希不明原因退出，管麟加入，成員維持七人組合。
・2015年，雷猛入伍，管麟因加入新東家退出，成員為五人。
・2017年，修羅，十三，千翔，因故退出。
代言香港潮牌 DUSTY EYEWEAR
鐵夫創辦GUIDANCE舞蹈訓練系統，投身舞蹈教育與華語樂壇新人開發訓練事業。並成為香港品牌 DUSTY EYEWEAR 眼鏡代言人
與韓國知名舞蹈 1 Million Dance Studio 舉辦大型街舞活動「1 Million 舞力狂潮 in TAIPEI」
參與方文山舉辦於內地西塘舉辦『漢服文化週』演出嘉賓。
・2018年，惡武成為兩人制男子團體。其後鐵夫常以演講者身份分享自身的築夢經驗激勵人心。
單獨參與方文山舉辦於內地西塘舉辦『漢服文化週』演出嘉賓。並於推廣PV中擔任編舞及演出主角。
開始常與知名舞蹈老師 KIMIKO 合作編舞與電視等演出
・2019年，初次以演員身份與歌手 丁噹 演出音樂舞台劇『搭錯車』，並站上國家級舞台（高雄衛武營，台中歌劇院，台北國家戲劇院）
・2020年，與 夏語心 演出全息電影「大美港都」並擔任男主角，為全台首創裸眼3D電影；上映日期未定。
美商Champion贊助，與中國好聲音中嶄露頭角的創作歌手徐丹丹合演舞蹈視覺演出 Fall In Love墜入情海。
擔任徐丹丹新單曲冷暴力編舞，及MV男主角。
・2021年，推行舞蹈運動應用App『享狩競賽』獲得青睞，順勢推出線上舞蹈影音課程。且與阿爾發唱片公司合作阿爾發星光學院經營。
・2021年6月，和曾獲金鐘提名演員 胡廣雯 演出歌手 Ashley C 單曲 好想知道你的感覺MV，擔任男主角。
至今仍籌備新單曲階段，未有正式發行作品。
・2021年8月 成立Podcast頻道「業務充電所」分享身為蘋果產品銷售訓練顧問經驗談。
・2022年7月 自創舞蹈品牌 GUIDANCE 迎來首間加盟教室，首間加盟位在內湖。  
・2023年1月 以藝術家身份，於高100公分的荷蘭知名繪本角色米飛兔雕塑上創作繪畫，並於松菸展出
・2024年6月 與澳洲爆紅短影音鬼才音樂創作人 J.Tajor 合作推出『 Like I Do（ 鐵夫 Dave Remix ) 』
・2024年6月 成立音樂廠牌『 RHYTHM NATION 』
・2024年7月 Can We Making? 單曲數位發行
・2024年7月 All I Wanna Do ( Acoustic Extended ) 單曲數位發行
・2024年8月 Twenty-Two 單曲數位發行
・2024年9月 All I Wanna Do ( Short Ver. ) 單曲數位發行
・2024年10月 與 TONY UNCLE, SHIRO Lin 『 向上 Way Up 』 單曲數位發行，並受 Spotify 官方推薦於：『獨立最前線』,『嘻哈華語精選』,『男聲報到』...等。

## 外部連結
- 鐵夫 個人instagram
- 惡武 官方instagram
- GUIDANCE官方網站 （页面存档备份，存于）
- 惡武官方粉專 （页面存档备份，存于）
- GUIDANCE官方粉專
- GUIDANCE 官方Youtube頻道 （页面存档备份，存于）
- Spotify數位音樂平台 （页面存档备份，存于）
- Apple Music數位音樂平台 （页面存档备份，存于）